# Comuna Diuksîn, Kostopil
Diuksîn (în ucraineană Дюксин) este o comună în raionul Kostopil, regiunea Rivne, Ucraina, formată din satele Diuksîn (reședința), Jîlja, Solomka și Susk.

## Demografie
Componența lingvistică a comunei Diuksîn
     Ucraineană (99,75%)
     Alte limbi (0,25%)
Conform recensământului din 2001, majoritatea populației comunei Diuksîn era vorbitoare de ucraineană (99,75%), existând în minoritate și vorbitori de alte limbi.